# Jorge Baliñas Barbagelata
Jorge Baliñas Barbagelata (Montevideo, Uruguay, 26 de abril de 1914 - Montevideo, Uruguay, 30 de noviembre de 1996) fue un profesor y político uruguayo, quien se desempeñó como presidente de la Administración de Ferrocarriles del Estado (AFE) entre 1971 y 1973 y como subsecretario (viceministro) del Ministerio de Turismo en 1986-1987.

## Primeros años
Nació en Montevideo el 26 de abril de 1914.
En su juventud trabajó como funcionario de la Dirección General de Asuntos Económicos del Ministerio de Industrias y Trabajo, pasando luego a desempeñarse en una Fiscalía del Crimen.
Cumplió luego funciones en la Fiscalía de Corte hasta 1953.
Se desempeñó como profesor de historia, entre otras instituciones, en la Escuela Military en la Escuela de Servicio Social.
En 1979 publicó un libro titulado Historia e historiografía.
En las décadas del 40 y del 50 fue nombrado integrante de diversos Consejos de Salarios para distintas ramas de actividad. 
En 1954 integró una Comisión Nacional para promover la alfabetización.

## Administración de Ferrocarriles del Estado

### Prosecretario y Secretario
A partir de mediados de la década del 50 ocupó el cargo de Prosecretario de la Administración de Ferrocarriles del Estado (AFE),pasando luego a ser Secretario General de la misma,cargo que ocupó hasta comienzos de los años 70.

### Presidente
El 21 de enero de 1971 el presidente Jorge Pacheco Areco designó a Baliñas Barbagelata como Presidente del Directorio Interventor de AFE, sucediendo a Alejandro Rovira.Desempeñó la presidencia de dicho ente autónomo durante algo más de dos años. 
El 11 de abril de 1973, el gobierno de Juan María Bordaberry dispuso su cese en el cargo, reemplazándolo al frente de AFE el coronel Martín Guarino.

## Actividad político partidaria. Senador suplente
Adherente al Partido Colorado, en su juventud fue militante de su sector Libertad y Justicia, conocido como blancoacevedista y dirigido por Eduardo Blanco Acevedo,agrupación de la que en el año 1961 Baliñas llegó a integrar el comité ejecutivo nacional.
Posteriormente formó parte del sector Unión Colorada y Batllista, liderada por Jorge Pacheco Areco,cuyo comité ejecutivo nacional también integró.
En las elecciones de 1984 integró en el octavo lugar la lista de candidatos a la Cámara de Senadores encabezada por Raumar Jude. Dicha lista obtuvo tres escaños en el Senado para la XLII Legislatura (1985-1990), por lo que Baliñas no resultó electo. En diciembre de 1988, sin embargo, ingresó al Senado durante el lapso de un mes para sustituir en una suplencia a Jude, tras la declinatoria de los anteriores suplentes.
En las elecciones de 1989 figuró como tercer suplente de Jude en una de las listas al Senado encabezadas por Pacheco.Si bien Jude resultó reelecto senador, Baliñas no volvió a realizar suplencias del mismo en la XLIII Legislatura (1990-1995).

## Subsecretario de Turismo
Tras la creación del Ministerio de Turismo en 1986, la gestión del mismo fue confiada por el presidente Julio María Sanguinetti al sector pachequista del partido de gobierno,  siendo nombrados Alfredo Silvera Lima y Fernando Crispo Capurro como los primeros ministro y subsecretario (viceministro) respectivamente de dicha cartera. Solo un mes después, en mayo de 1986, por diferencias políticas, Silvera Lima solicitó el alejamiento de Crispo de la subsecretaría,siendo sustituido el 21 de mayo de 1986 por Baliñas Barbagelata.
Baliñas permaneció como subsecretario de Turismo durante poco más de diez meses. En abril de 1987, al ser reemplazado Silvera Lima como ministro por José Villar Gómez, la subsecretaría volvió a ser ocupada por Crispo Capurro.

## Vida personal. Fallecimiento
Era hijo de Bolívar Baliñas y de Isabel Luisa Barbagelata, quienes se casaran en 1912.Su padre fue magistrado judicial y culminó su carrera como miembro de la Suprema Corte de Justicia en 1949, cargo que ocupó hasta su fallecimiento al año siguiente.Su madre falleció en 1959.
Baliñas Barbagelata contrajo matrimonio en 1945 con Gloria Susana Menéndez González,con quien tuvo cuatro hijos, Gustavo Tomás, Eduardo José, Juan Carlos Paulino (los tres actualmente fallecidos) y Bolívar Antonio Pancracio Baliñas Menéndez. Su hijo Bolívar es también profesor e historiador.
Jorge Baliñas Barbagelata falleció en Montevideo el 30 de noviembre de 1996, a los 82 años de edad, siendo sepultado con honores fúnebres por disposición del gobierno de Julio María Sanguinetti.